# Tôn giáo tại Guatemala
Tôn giáo tại Guatemala (CID Gallup 2023)

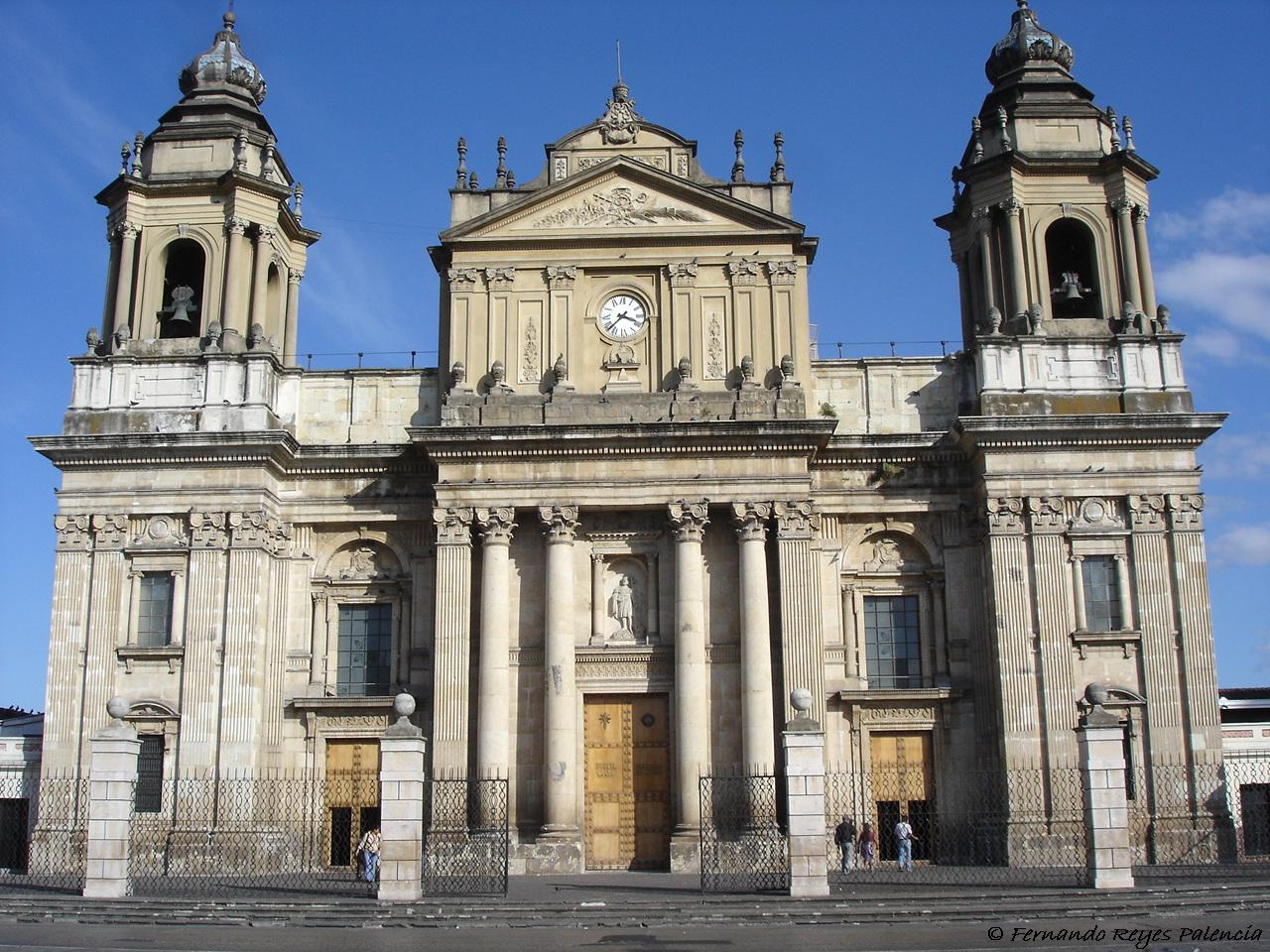
Nhà thờ chính tòa Thánh Jacobus tại Thành phố Guatemala

Guatemala không có tôn giáo chính thức vì Hiến pháp năm 1985 của nước này tuyên bố rằng Guatemala là một quốc gia thế tục. Nước này cũng không tổ chức điều tra dân số cách chính thức về tôn giáo, mặc dù số liệu thống kê cho thấy rằng Kitô giáo chiếm ưu thế ở quốc gia này, với dân số Kitô hữu chiếm khoảng 88% dân số cả nước. Tuy nhiên, tại Guatemala cũng có sự hiện diện của các loại tín ngưỡng khác hay thậm chí là các tín ngưỡng thế tục. Dân số các tín hữu thuộc các tôn giáo khác như tôn giáo Maya (0,84%), những người theo thuyết thông linh (0,21%) và một số nhóm tín đồ khác chiếm gần 2% dân số Guatemala. Dân số không tôn giáo tại nước này bao gồm những người theo thuyết bất khả tri (0,93%), những người vô thần (0,84%) và không tôn giáo (10%), chiếm 11% dân số cả nước.

## Tổng quan
Theo một khảo sát của CID Gallup vào tháng 11 năm 2001, có 55% dân số Guatemala theo Công giáo và 29,9% theo đạo Kháng Cách. Một khảo sát của ProDatos được thực hiện vào năm 2016 cho thấy dân số theo đạo Công giáo chiếm 45% và theo Kitô giáo khác chiếm 42%, trong đó chủ yếu là Kháng Cách (phái Phúc Âm, phái Ngũ Tuần), và một số nhỏ khác theo Chính thống giáo Đông phương và Chính thống giáo Cổ Đông phương. Hai giáo hội Chính thống giáo trên chứng kiến đà tăng trưởng mạnh, đặc biệt là trong cộng đồng người Maya. Một khảo sát của CID Gallup vào năm 2023 cho thấy 46% dân số Guatemala theo Công giáo và 44% theo Kitô giáo khác.

## Tự do tôn giáo
Hiến pháp nước Guatemala bảo đảm quyền tự do tôn giáo cho toàn thể công dân. Luật cơ bản cũng công nhận tư cách "pháp nhân đặc thù" của Giáo hội Công giáo và cho phép giáo hội này hưởng một số đặc quyền nhất định.
Cũng theo Hiến pháp, giáo sĩ thuộc một tôn giáo bất kỳ không được phép nắm chức vụ tổng thống, phó tổng thống, bộ trưởng hay thẩm phán.
Việc đăng ký thiết lập tổ chức tôn giáo là không bắt buộc nhưng nếu có thực hiện đăng ký thì tổ chức tôn giáo được phép mua bất động sản và được miễn thuế.
Hiến pháp nước Guatemala cũng cam kết bảo vệ quyền được thực hành tôn giáo bản địa của các nhóm sắc tộc Maya. Họ được quyền sử dụng các di tích lịch sử và tài sản thuộc quyền sở hữu của nhà nước để tổ chức các nghi lễ tôn giáo. Tuy nhiên, đại diện các nhóm trên đã khiếu nại rằng họ bị hạn chế quyền tiếp cận đối với các di tích lịch sử và tài sản quốc hữu và thường bị cản trở , chẳng hạn như bị buộc phải đóng các khoản lệ phí.
Các cơ sở giáo dục công lập và tư nhân có quyền cung cấp dịch vụ giáo dục có yếu tố tôn giáo, tuy nhiên nhà nước Guatemala không thiết lập khung tiêu chuẩn quốc gia đối với các lớp học theo hướng này.

## Kitô giáo

### Công giáo

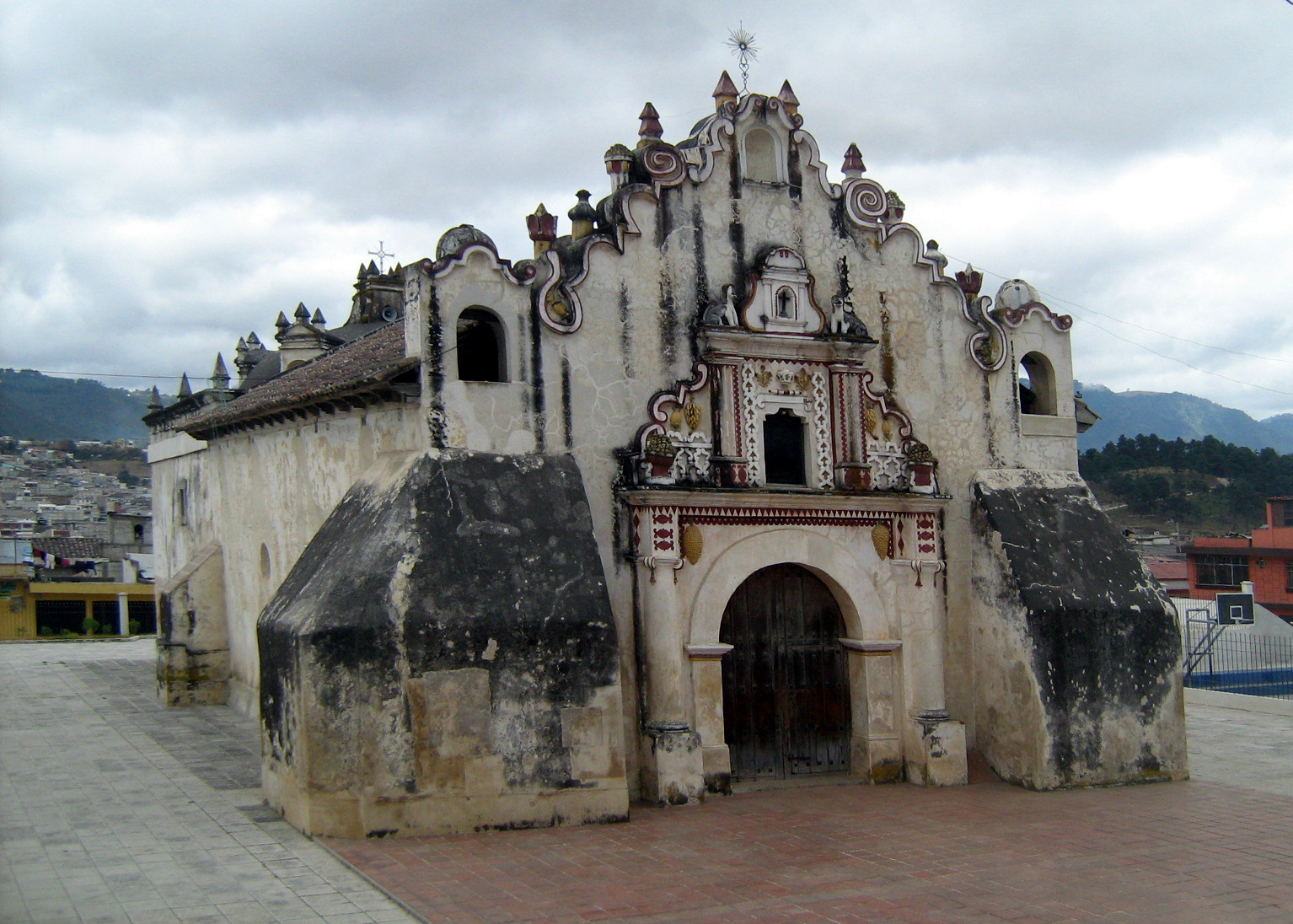
Nhà thờ San Jacinto tại thị trấn Salcajá được xây vào năm 1524 theo phong cách kiến trúc Thuộc địa Tây Ban Nha

Công giáo là tôn giáo chính thức của Guatemala vào thời kỳ thực dân (1519–1821), được tái lập tư cách chính thức sau khi Giáo ước 1854 giữa Tổng thống Rafael Carrera và Tòa Thánh được kí kết cho đến khi Tổng thống Vicente Cerna y Cerna bị lật đổ vào năm 1871. Việc phụng tự và nghi lễ Công giáo tại Guatelama thường kết hợp một số tập tục phù hợp với đức tin Công giáo của người Maya (xem Hội nhập văn hóa). Trong lòng Giáo hội Công giáo tại Guatemala, có một bộ phận đông đảo các tín hữu Công giáo Đặc sủng và cấu thành nên phong trào Canh tân Đặc sủng Công giáo quốc tế.